# Армійська група «Гот»
Армі́йська гру́па «Гот» (нім. Armeegruppe Hoth) — оперативне об'єднання Вермахту, армійська група в роки Другої світової війни.

## Райони бойових дій
- СРСР (південний напрямок) (22 листопада 1942 — січень 1943).

## Командування

### Командувачі
- генерал-полковник Герман Гот (нім. Hermann Hoth) (22 листопада 1942 — січень 1943).

## Бойовий склад армійської групи «Гот»
Формування управління, забезпечення та підтримки
- 312-те головне артилерійське командування (Höherer Arko 312);
- 593-тя комендатура тилу (Korück 593);
- 4-й танковий армійський полк зв'язку (Panzerarmee-Nachrichten-Regiment 4);
- 4-те танкове армійське управління постачання (Panzer-Armee-Nachschubführer 4);
- 473-й армійський топографічний відділ (Armee-Kartenstelle 473).

- 4-та танкова армія (4.Panzerarmee);
- 4-та румунська армія (4. rumänische Armee).